# 薩塔希亞 (密西西比州)
薩塔希亞（英語：Satartia）是位於美國密西西比州亞祖縣的村。

## 人口
根據2020年美國人口普查的數據，薩塔希亞的面積為0.37平方千米，皆為陸地。當地共有人口41人，而人口密度為每平方千米111人。此地為密西西比州人口最少的建制市鎮。